# Stiftung Radio Basel
Die Stiftung Radio Basel ist eine Schweizer Stiftung, die die kulturelle Förderung des Rundfunkprogramms zum Ziel hat. Sie wurde 1937 von der damaligen Radio-Genossenschaft Basel (heute «SRG Region Basel») gegründet.
Die Stiftung vergab von 1987 bis 2006 einen mit 10'000 Franken bzw. 5000 Franken dotierten Hörspiel-Preis und vergibt seit 2007 einen mit 10'000, 5000 und 2500 Franken dotierten Featurepreis.

## Hörspielpreis
Prämiert wurden in der Deutschschweiz produzierte und von Schweizer Radio DRS gesendete Produktionen in Schriftsprache oder Mundart respektive Schweizer Autoren oder deutschsprachige Autoren aus dem angrenzenden Ausland. In der zwanzigjährigen Geschichte des Hörspielpreises der Stiftung Radio Basel wurde der Preis – mit Ausnahme der Jahre 1995, 2002 und 2005 – alljährlich verliehen, also insgesamt siebzehn Mal.
- 1987 Gerold Späth: Der See am Morgen
  - 2. Preis Felix Aeschlimann: Alle lieben Checky
- 1988 Karl Imfeld: Pilgerzug
  - 2. Preis Georges Winter: Schwarzer Schnee
- 1989 Hanspeter Treichel: De Bärn Lips gaht uf Tutti
  - 2. Preis Renate Münzel: Lügen und Lieder
- 1990 Rolf Geissbühler: Die logische Fee
  - 2. Preis Beat Ramseyer: Philodendron spassen nie
  - Fritz Hauser: Steinschlag
- 1991 Alex Gfeller: Hang und Riss
  - 2. Preis Christoph Scherrer: Echo
- 1992 Hanspeter Gschwend: Blank
  - 2. Preis Ernst Burren: Es Schiff vou Manne
- 1993 Maya Hostettler: So nicht, meine Herren, so nicht
- 1994 Fritz Zaugg & Martin Hägler: Das Rendezvous
  - 2. Preis Ruedi Häusermann & Martin Schütz: Max und Moritz
- 1995 Keine Preisvergabe
- 1996 Beat Sterchi: Der Forschtinspäkter
  - 2. Preis F.X. Zbinden: 4 Hörspiele
- 1997 Amélie Plume & Charles Lombard: Un mariage suisse/Eine Schweizer Hochzeit
  - 2. Preis Ueli Zindel: En chalte Fruehlig
- 1998 Fritz Hauser: Fantasia Zolliologica
  - Jack Jakob Sonderpreis für die Ton-Regie
- 1999 Eberhard Petschinka: Splitter
  - Otto Höschle: S’Drakodil (Anerkennungspreis)
- 2000 Geri Dillier: Ich komme mir vor wie ein Bäcker, der Stückli macht
  - 2. Preis Peter Stamm: Werum mer vor der Stadt wohnet
- 2001 Peter-Jakob Kelting: Der letzte Henker
  - 2. Preis Michael Stauffer: Gartenproletarier
- 2002 Keine Preisvergabe
- 2003 Erwin Koch: Unstern
  - 2. Preis Michael Stauffer: Die Socken machen
- 2004 Bernhard Studlar & Andreas Sauter: A. ist eine Andere
  - 2. Preis Lukas Bärfuss: Jemand schreit in unseren Rosen
- 2005 Keine Preisvergabe
- 2006 Heinz Stalder: Bach ist Trumpf
  - 2. Preis Hansjörg Schertenleib: Liebeszeugs

## Featurepreis
- 2007 Jürgen Ellinghaus & Aldo Gardini: Die Irrfahrt des Soldaten Döblin
  - 2. Preis Christian Brüser: Gefangen in Kabul
  - 3. Preis Irmgard Maenner: Das Gewehr lebt

- 2008 Eva Roither: Mord im Zillertal
  - 2. Preis Jean-Claude Kuner: Karma aus Blech
  - 3. Preis Maximilian Schönherr: Die Stammheim-Bänder

- 2009 Wolfgang Brenner: Der Mörder ist unter uns
  - 2. Preis Isabelle Engels: Das Leben ist nicht gut
  - 3. Preis Christian Brüser: Der Koranschüler
  - Sonderpreis Kurzbeitrag Peter Maurer: Dr. Alder

- 2010 Martina Keller: Der Fall des Chirurgen Broelsch
  - 2. Preis Christian Lerch: Verkauft!
  - 3. Preis Maya Brändli: Memento Mori

- 2011 Monika Kalcsics: Die Gartengallier
  - 2. Preis Sibylle Tamin: Aus der Mitte der Gesellschaft – Der Fall Eislingen
  - 3. Preis Eva Roither: Die Herrinnen – Szenen einer Zweckgemeinschaft

- 2012 Maximilian Schönherr: Fallbeil für Gänseblümchen
  - 2. Preis Alfred Koch: Über das Unglück, ein Grieche zu sein
  - 3. Preis Katharina Kilchenmann: Jähzorn – die unterschätzte Volksplage

- 2013 Andreas Kuba, Günter Kaindlstorfer: Special Agent Miller
  - 2. Preis Martina Arpagaus: Calista – Leben mit Trisomie 21 und Charly Kowalczyk: Halts Maul, du lügst
  - 3. Preis nicht vergeben

- 2014 Paula Schneider: Bleib bei mir, denn es will Abend werden
  - 2. Preis Cornelia Kazis: Der entpuppte Mann
  - 3. Preis Achim Nuhr: Der Staat und seine Trojaner

- 2015 Tom Schimmeck: Silicon Blues. Im Hinterhof eines Mythos
  - 2. Preis Johanna Braun: Wie Terror entsteht[1]
  - 3. Preis Isabelle Engels: Zwei Mütter